# Stratovarius
Стратоваријус (фин. Stratovarius) је фински пауер метал бенд, основан 1984. у Хелсинкију. Уз Хеловин и Блајнд Гардијан, сматрају се најутицајнијим бендом пауер метала.
До сада бенд је широм света продао више од 2,5 милиона носача звука.

## Тренутна постава
- Тимо Котипелто - вокали
- Јенс Јохансон - клавијатуре
- Јерг Микаел - бубњеви
- Лаури Пора - бас
- Матијас Купијајнен - гитара

Тимо Толки је до 2008. године био главни гитариста бенда.

## Дискографија
- (1989)
- (1992)
- (1994)
- (1995)
- (1996)
- (1997)
- (1998)
- (2000)
- (2003)
- (2003)
- (2005)
- (2009)
- (2011)
- (2013)
- (2015)
- (2022)